# Horacio Verbitsky
Horacio Verbitsky (né le 11 février 1942 à Buenos Aires) est journaliste et écrivain argentin, ex-militant du Parti justicialiste et du mouvement armé Montoneros pendant la période de la dictature argentine.

## Biographie
Horacio Verbitsky a travaillé pendant trente ans comme pour le quotidien progressiste Pagina 12 et a soutenu avec sa plume les gouvernements successifs de Néstor Kirchner et de son épouse Cristina Kirchner. 
Il a été président du CELS depuis 2000 et a intégré la commission directive de Human Right Watch pendant plusieurs années. Il a été renvoyé de Pagina 12 sous la pression du Président Mauricio Macri en 2017. Il a créé le site d'information, El Cohete a la Luna.
Il fut secrétaire de rédaction dans La Opinión, journal fondé par Jacobo Timerman, et Il a écrit dans Clarín et Noticias. Il a aidé à concilier l’hebdomadaire CGT.
Il a publié un livre important sur le massacre d'Ezeiza, ainsi que cinq tomes sur l'Église catholique en Argentine et divers ouvrages sur le pouvoir politique local. Il s'est également intéressé à d'autres pays latino-américains comme le Pérou et le Nicaragua aoinsi qu'à la guerre des Malouines.

## Engagements politiques
Durant les années 1970, Horacio Verbitsky fut membre des Montoneros, une organisation péroniste de lutte armée. En 1976, quelques mois après le coup d'État militaire, il fut inculpé avec 6 autres Montoneros pour avoir été impliqué dans la planification et l'exécution d'un attentat contre la police fédérale faisant 21 morts parmi les agents du renseignement. La procédure judiciaire sera finalement close en 2007 en raison de la loi de prescription.
Dans les années 90, à la direction de Pagina 12, il contribue à révéler plusieurs affaires de corruption et de pots-de-vin touchant le gouvernement ou la famille du président Carlos Menem puis apporte dans les années 2000 et 2010 son soutien aux politiques menées par les gouvernements de Nestor et Cristina Kirchner.

## Polémique
Horacio Verbitsky publie en 2005 un livre polémique intitulé El Silencio où il revient sur les années de dictature (1976-1984) et s'en prend à l’Église catholique argentine qu'il accuse de complicité avec les militaires. Dans ce livre, il accuse nommément Jorge Bergoglio, l'ancien provincial de la Compagnie de Jésus en Argentine et futur pape François, d'être impliqué dans l'enlèvement de deux jeunes prêtres jésuites (adeptes de la théologie de la libération) par les militaires. Sa version des faits, dénoncée comme calomnieuse par le Vatican, n'a cependant pas été confirmée par le père Jalics tandis que le père Yorio déclarait avant son décès en 2000 n'avoir aucun indice lui permettant de penser que Bergoglio soit intervenu pour sa libération bien qu'un témoin affirme que Bergoglio « a remué ciel et terre pour faire libérer les deux prêtres ». D'autres témoignages affirment que le futur pape a également aidé de nombreuses victimes.

## Livres journalistiques
- El Vuelo. La guerre sale en Argentine. Dagorno, Paris, 1995.  (ISBN 2-910019-31-4)[7]

### EnArgentine
- Prensa y poder en Perú, Extemporáneos (Mexico), 1975.
- La última batalla de la tercera guerra mundial, Editorial Legasa (Buenos Aires, Argentine), 1984.
- La posguerra sucia, Sudamericana (Bs. As.) 1985.  (ISBN 978-987-503-429-7) (13).
- Rodolfo Walsh y la prensa clandestina 1976-1978, Ediciones de la Urraca (Bs. As.), 1985.
- Ezeiza, Contrapunto, (Bs. As.) 1985.
- Medio siglo de proclamas militares, Editora/12 (Bs. As.), 1987.  (ISBN 950-9586-15-3).
- Civiles y militares: memoria secreta de la transición, Editorial Contrapunto (Bs. As.), 1987.
- La educación presidencial: de la derrota del ’70 al desguace del Estado, Editora/12: Puntosur (Bs. As.), 1990.  (ISBN 950-9889-55-5).
- Robo para la corona: los frutos prohibidos del árbol de la corrupción, Planeta (Bs. As.), 1991.  (ISBN 950-742-145-9).
- Hacer la Corte: la construcción de un poder absoluto sin justicia ni control, Planeta (Bs. As.), 1993.  (ISBN 950-742-394-X).
- El vuelo, Planeta (Bs. As.), 1995.  (ISBN 950-742-608-6).
- Un mundo sin periodistas: las tortuosas relaciones de Menem con la ley, la Justicia y la verdad, Planeta (Bs. As.), 1997.  (ISBN 950-742-886-0).
- Hemisferio derecho, Planeta (Bs. As.), 1998.  (ISBN 950-742-953-0).
- Malvinas: la última batalla de la Tercera Guerra Mundial, Sudamericana (Bs. As.), 2002.  (ISBN 950-07-2231-3).
- El silencio: de Paulo VI a Bergoglio: las relaciones secretas de la Iglesia con la ESMA, Sudamericana (Bs. As.), 2005.  (ISBN 950-07-2035-3).
- Doble juego: la Argentina católica y militar, Sudamericana (Bs. As.), 2006.  (ISBN 978-950-07-2737-2) (13).
- Cristo vence: la Iglesia en la Argentina: un siglo de historia política (1884-1983), Sudamericana (Bs. As.), 2007.  (ISBN 950-07-2803-6).
- La Violencia Evangélica, de Lonardi al Cordobazo, Sudamericana (Bs. As.), 2008.  (ISBN 978-950-07-2918-5).
- Vigilia de armas. Tome III. Del Cordobazo de 1969 al 23 de marzo de 1976, Sudamericana (Bs. As.) 2009.  (ISBN 978-950-07-3049-5).
- La mano izquierda de Dios. IV. La última dictadura (1976- 1983). Sudamericana (Bs. As.) 2010.  (ISBN 978-950-07-3275-8) (Diario Perfil).
- Cuentas pendientes. Los cómplices económicos de la dictadura. Coeditado con Juan Pablo Bohoslavsky. Siglo XXI, (Bs. As.) 2013.  (ISBN 978-987-629-344-0)
- La libertad no es un Milagro. Planeta, (Bs. As.) 2017[8].  (ISBN 9789504960355)
- La música del Perro. Las Cuarenta (Bs. As.) 2021.  (ISBN 9789874936165)[9]

## Récompenses et distinctions

### Prix littéraires
- Feria del Libro de Bs. As. Al mejor trabajo y al más pedido (1991)
- Premio Konex Ensayo Político 1994 Análisis Político (1997)
- Latin American Studies Association A los medios de comunicación (1996)
- Fundación Konrad Adenauer El ideal de periodista para sus colegas (1997)
- Hellman/Hammett Grant A los DDHH (1998)
- TEA Uno de los diez periodistas de la década '90
- Premio Martín Fierro, Mejor periodista de la TV Argentine, por Día D (2000)
- CPJ de New York Freedom of Expression Award (2001)
- Commission nationale consultative des droits de l’homme, France, "por el proyecto de despenalización de 'calumnias e injurias' en casos de interés público" (décembre 2009). Eduardo Febbro, Paris, Página/12
- Prix_droit_de_l'homme Remise du prix des Droits de l'Homme à cinq ONG : photo de famille de M. Bernard Kouchner, ministre des Affaires étrangères et européennes aux côtés de MM. Verbitsky, Adlan Hukhamedov, Krishna K. Tapa et de Mmes Rania Kuttene (10/12/2009) (photo © Ministère des Affaires étrangères et européennes/Cyril Bailleul)